# Condado de Leduc
El condado de Leduc es un distrito municipal canadiense situado en la provincia de Alberta.

## Superficie
Leduc tiene una superficie de 2502,59 km².

## Demografía
En 2021, tenía 14 416 habitantes, una densidad poblacional de 5,8 hab./km², y 5990 viviendas.